# P2 Die Zweite Post
Die P2 Die Zweite Post GmbH & Co. KG, auch kurz P2 genannt, ist ein Zusammenschluss von privaten Postdienstleistern mit Sitz in Mörfelden-Walldorf. Komplementär ist die P2 Brief+Paket Beteiligungs GmbH. P2 wurde im 2007 von neun südwestdeutschen Verlagen als Kooperation ihrer Zustellunternehmen gegründet. Mehrheitlich gehören diese Gesellschafter zur Südwestdeutsche Medien Holding oder der mit dieser verflochtenen Medien Union. Der Geschäftsbetrieb wurde Anfang 2008 aufgenommen.

## Geschichte
Ende 2008 gehörten dem aus Gesellschaftern und weiteren Vertragspartnern bestehenden P2-Netzwerk bereits über 20 regionale Postdienstleister an. Über dieses Netzwerk stellt P2 Briefsendungen auch bundesweit und weltweit zu. Nach eigenen Angaben deckt P2 mit seinen Partnern inzwischen rund 50 Prozent der deutschen Haushalte ab.
Im September 2009 wurde bekannt, dass die niederländische TNT Post mit P2 und ebenso mit der zur Verlagsgesellschaft Madsack gehörenden Citipost unter der Bezeichnung Mail Alliance über eine Kooperation gegen den Hauptkonkurrent Deutsche Post AG verhandelt. Zu einem Beitritt von P2 kam es jedoch bisher nicht.
Die Verlagsgruppe Madsack hat im Juni 2010 sechs City-Post-Gesellschaften aufgekauft. Fünf Gesellschaften werden in die LVZ Postlogistik Leipzig eingegliedert (Leipzig, Delitzsch und Eilenburg, Grimma und Wurzen, Döbeln und Oschatz sowie Borna und Geithain). Die City-Post Torgau wird in die Postlogistik Torgau eingegliedert. Die sechs Gesellschaften sind im P2 Brief + Paket Verbund. Daran soll sich auch nichts ändern. Die LVZ Postlogistik hat eine Mitgliedschaft im P2-Netz bereits beantragt. Somit hätte der Citipost-Verbund und die Mail Alliance direkten Zugang zum P2-Netz.
2012 beschäftigt der Verbund mit seinen Partnern 45.000 Mitarbeiter und betreut ca. 50.000 Kunden nach eigener Pressemitteilung zum fünfjährigen Bestehen. Auf den mailingtagen in Nürnberg wurden von P2 erstmals nach der Insolvenz der PIN Group von einem Privatpostunternehmen wieder bundesweite Briefmarken herausgegeben.

## Netzwerk
Dem Netzwerk gehören unter anderem an:
- BWPOST, Stuttgart[6] (2009 fusioniert aus dem in Villingen-Schwenningen ansässigen Briefbote Südwest des Schwarzwälder Boten/Schwarzwälder Bote Mediengesellschaft mbH, Oberndorf[7] und der SchwabenPost der Zeitungsgruppe Stuttgart/Stuttgarter Zeitung Werbevermarktung GmbH & Co. KG; beide Zeitungsgruppen gehören zur Südwestdeutsche Medien Holding, deren Hauptgesellschafter wiederum die Medien Union und die Gruppe Württembergischer Verleger sind[8])
- MZZ Briefdienst, Halle (Saale) (Tochter der  Bauer Media Group, wurde von Verlagsgruppe M. DuMont Schauberg verkauft. Inklusive der dazu gehörenden Mitteldeutsches Druck- und Verlagshaus GmbH & Co. KG/Mitteldeutsche Zeitung[9])
- VDL Sachsen Holding  Chemnitz (Tochter der zur Medien Union gehörenden Chemnitzer Verlag und Druck GmbH & Co. KG/Freie Presse[10]); Partner der VDL Sachsen Holding sind über 34 weitere Unternehmen: bspw. City-Post und PostModern – MEDIA Logistik GmbH, Dresden[11] (Tochter der Dresdner Druck- & Verlagshaus GmbH & Co. KG/Sächsische Zeitung)
- PZO Pressezustellservice Oderland GmbH, Frankfurt/Oder (Tochter der Märkische Verlags- und Druckhaus GmbH & Co. KG/Märkische Oderzeitung, bei der die Neue Pressegesellschaft/Südwest Presse und die Stuttgarter Verlagsgesellschaft Eberle GmbH & Co. Hauptgesellschafter sind.[12])
- Nordkurier, Neubrandenburg (Tochter der Kurierverlags GmbH & Co. KG, deren Gesellschafter zu je einem Drittel die Verlage der Kieler Nachrichten/Verlagsgesellschaft Madsack, Schwäbischen Zeitung/Schwäbischer Verlag und der Augsburger Allgemeinen/Mediengruppe Pressedruck sind.[13])
- Zustellgesellschaft Schleswig-Holstein mbH, Flensburg (Tochter des Schleswig-Holsteinischer Zeitungsverlag GmbH & Co. KG[14])
- Biber Post, Magdeburg (Tochter der zur Bauer Media Group gehörenden Magdeburger Verlags- und Druckhaus GmbH/Volksstimme Magdeburg[15])
- Maxi Mail, Griesheim (Tochter des Medienhauses Südhessen/Darmstädter Echo[16])
- Ostalb Mail, Aalen (Tochter der SDZ Druck und Medien GmbH & Co. KG, die zur Gruppe Württembergischer Verleger gehört und bei der die Schwäbische Post und Gmünder Tagespost erscheinen[17])
- Regio Mail, Heilbronn (Tochter der Heilbronner Stimme GmbH & Co. KG.[18])
- Südwest Mail Hohenlohe, Crailsheim (Tochter der Neue Pressegesellschaft/Südwest Presse[19])
- LMF Logistic Mail Factory (Schwaben Mail), Augsburg (Tochter der Presse-, Druck- und Verlags GmbH/Mediengruppe Pressedruck/Augsburger Allgemeine[20])
- südmail, Weingarten (Tochter des Medienhauses Schwäbischer Verlag/Schwäbische Zeitung[21])
- Südwest Mail, Ulm (Tochter der Neue Pressegesellschaft/Südwest Presse[22])
- NordBrief (VGU-Vertriebs-Gesellschaft-Universal mbH), Kiel (Verlagsgesellschaft Madsack)
- LVZ Postlogistik GmbH & Co. KG, Leipzig (Leipziger Volkszeitung/Verlagsgesellschaft Madsack)
- Mittelhessen Mail, Gießen (Kooperation der führenden mittelhessischen Verlage[23])
- S..mail | GEA Post-Service GmbH, Reutlingen
- Citipost GmbH, Hannover (Verlagsgesellschaft Madsack)
- MAZ MAIL, Potsdam (Märkische Allgemeine)
- Morgenpost Briefservice GmbH, Tochter des Medienhauses HAAS Media in Mannheim

Aus dem Verbund sind folgende Unternehmen ausgeschieden:
- Annen Post ehemals BSB Brief Service Brakel GmbH & Co. KG, Brakel
- Der Lünebote Kurierdienst GmbH, Lüneburg
- WAZ Post Service GmbH, Essen
- Elbkurier, Hamburg
- Rheinkurier, Köln
- Regio Post Pfalz, Ludwigshafen am Rhein (Tochter der Rheinpfalz Verlag und Druckerei GmbH & Co. KG/Die Rheinpfalz, die zur Medien Union gehört[24])

Wesentliche Mitbewerber sind neben der Deutsche Post AG unter anderem die ehemaligen Gesellschafter der beiden insolventen Postdienstleister PIN Group und Xanto.